# Laagte van Pijnenburg
De Laagte van Pijnenburg is het gebied tussen Baarn, Soest, Bilthoven en Hollandsche Rading. Het wordt een laagte genoemd, omdat het een laag deel van de Utrechtse Heuvelrug is. Door de lage ligging is het een vochtig gebied dat het Utrechtse deel van de Heuvelrug scheidt van Het Gooi. Centraal in de laagte ligt het landgoed Pijnenburg waaraan de laagte zijn huidige naam ontleent. Veel ouder is echter de buurtschap Hees.
Een bekend plaatsje in de Laagte van Pijnenburg is de Lage Vuursche, met het kasteel Drakestein. Ook Paleis Soestdijk ligt in de Laagte.

## Geschiedenis

### IJstijd
De Utrechtse Heuvelrug is ontstaan in de voorlaatste ijstijd, het Saalien. Het is een stuwwal die gevormd is door een gigantische gletsjer. In de rechthoek Baarn - Soest - Bilthoven - Hilversum bleef echter een laagte achter. Laat in de ijstijd werden hier nog enkele bulten opgeschoven door het ijs, waaronder de Soester Eng en 't Hooge Erf in boswachterij De Vuursche.

### Vervening
Na de laatste ijstijd vormde zich in de laagte uitgestrekte hoogvenen: het Vuursche Veen, het Heezerveen, het Soesterveen en het Baarnse Veen. Deze venen werd vanaf de 13e eeuw afgegraven. Voor het transport van de turf werden verschillende vaarten gegraven. In 1239 gaf bisschop Otto III toestemming voor de aanleg van het Oude Grachtje tussen de Vuursche en de Eem. In 1398 werd de turfvaart verbeterd door de aanleg van de Praamgracht (of Pijnenburgergrift). In de vijftiende eeuw werd deze doorgetrokken tot Maartensdijk om de turf rechtstreeks naar Utrecht te kunnen varen. Het laatste deel van het Soesterveen is pas na 1900 verveend.

### Landgoederen

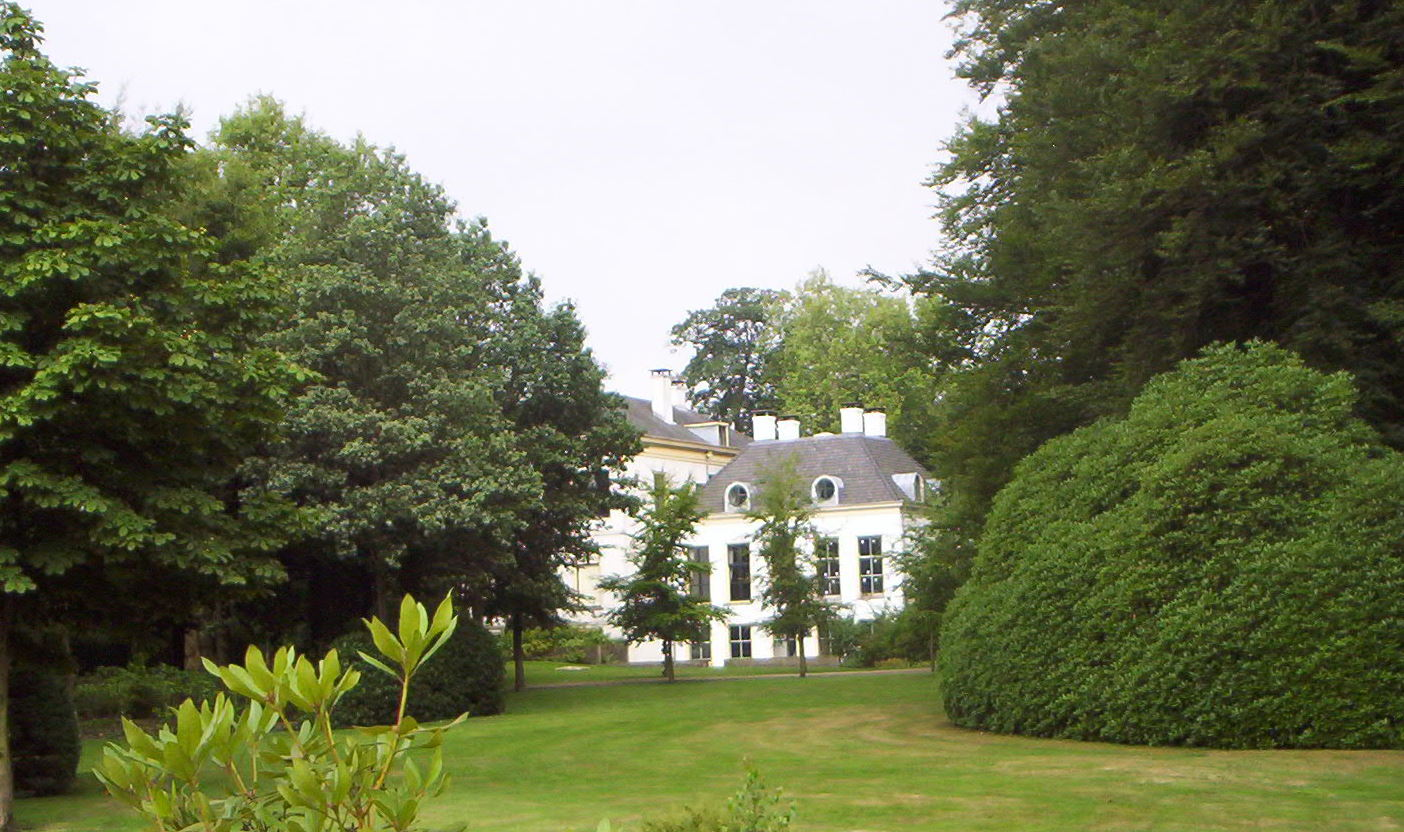
Landgoed Pijnenburg bij Lage Vuursche

'Drakensteyn' bestond als hofstede al sinds 1360, maar in 1640 wordt het tot ridderhofstad verbouwd en krijgt het z'n achtkantige vorm. In diezelfde tijd wordt ook het dorp Lage Vuursche gesticht, compleet met school, kerk, pastorie, molen en herberg.
Eveneens in 1640 werden 'De Eult' en Kasteel de Hooge Vuursche gebouwd door Jacob Bicker, lid van een Amsterdamse burgemeestersfamilie.
In 1647 werd op het 'landgoed Pijnenburg' een huis gebouwd voor Sara de Wael dat ontworpen was door Philip Vingboons met een formeel lanenstelsel.
In 1650 stichtte Cornelis de Graeff, burgemeester van Amsterdam, en de schoonbroeder van Jacob Bicker, 'Soestdijk'. Hij verkocht het in 1674 aan stadhouder Willem III van Oranje-Nassau.
Ook 'Ewijckshoeve' dateert uit de 17e eeuw.
In de Gouden Eeuw werden dus in korte tijd in het gebied een groot aantal landgoederen en landhuizen vernieuwd, gesticht of uitgebreid. Er hebben zich aan de landgoederen sindsdien nog verschillende veranderingen voltrokken. De meeste parken zijn in de 19e eeuw ingericht in de Engelse landschapsstijl.
Zie verder ook Lijst van landgoederen op de Utrechtse Heuvelrug.

## Natuur

### Natuurlijke rijkdom
De vochtige, rijke grond, gecombineerd met de grote variatie in bodemtypen maakt de Laagte van Pijnenburg tot een belangrijk natuurgebied. De das profiteert van de afwisseling van open naar dicht, van hoog naar laag en van nat naar droog. Er worden boommarters gesignaleerd. De ringslang komt verspreid in het gebied voor. Libellen worden aangetrokken door de goede waterkwaliteit, evenals zeldzame waterkevers. In het 'Pluismeer' groeien planten zoals kleine zonnedauw.
Helaas vormen verdroging en versnippering een bedreiging voor deze natuurlijke rijkdom.

### Verdroging
Kwelwater uit de Heuvelrug heeft lange tijd de natuurlijke kwaliteit van de Laagte van Pijnenburg bepaald. Er kwamen bijzondere planten en diersoorten voor in de graslanden en wateren waar kwelwater aan de oppervlakte trad. Op de landgoederen werd het water gebruikt voor vijvers. Door de vochtige omstandigheden speelde de laagte een rol als natte ecologische verbinding tussen de valleien van de Eem en de Vecht.
Door verschillende oorzaken is de grondwaterstand echter sterk gedaald: drinkwaterwinning, industriële waterwinning en aanzuiging van diepe grondwaterstromen naar de omliggende polders. Bovendien wordt oppervlaktewater vaak erg snel afgevoerd, waardoor er in drogere perioden weer beregend moet worden. Gevolg: droogvallende vijvers, sloten en moerasjes en plaatselijke verzuring door het wegvallen van de schone kwelstroom.

### Versnippering
Op de Heuvelrug worden (anno 2005) diverse maatregelen genomen die de versnippering van natuurlijke leefgebieden moeten tegengaan: vooral de aanleg van ecoducten over autosnelwegen en spoorwegen zijn belangrijke stappen in het vormen van ecologische verbindingen.
In de Laagte van Pijnenburg vormen vooral provinciale wegen barrières voor dieren zoals dassen en boommarters. Overigens gebeuren op die wegen ook grote aantallen verkeersongelukken waarbij voetgangers en fietsers betrokken zijn. Een andere barrière voor dieren en mensen zijn de hoge hekwerken die op veel plaatsen de landgoederen afgrenzen.

## Verborgen schoonheid
Onder de titel: De Laagte van Pijnenburg; verborgen schoonheid van de Heuvelrug heeft de Stichting Het Utrechts Landschap tijdens de Week van het Landschap in september 2005 aandacht gevraagd voor de problematiek van het besproken gebied. Er is in dit kader een brochure gepubliceerd waarin geschiedenis, cultuurhistorie, rijkdommen en bedreigingen van het gebied worden geïnventariseerd, en waarin aanzetten tot een integrale oplossing worden gegeven. De uitdrukking "verborgen schoonheid" wordt gebruikt, omdat de schoonheid van het gebied niet voldoende tot z'n recht komt. Het Utrechts Landschap wil in gesprek komen met vertegenwoordigers van overheden, eigenaren van landgoederen en andere belanghebbenden in het gebied om gezamenlijk tot een integrale visie te komen.
- Water als kernbegrip. De grondwaterstand zou kunnen worden verhoogd, kwelstromen (zeer helder en schoon water) zouden moeten worden benut voor verbetering van waterstand en kwaliteit van vijverpartijen en vochtige graslanden. De Laagte van Pijnenburg zou weer een rol kunnen vervullen als natte zone tussen Eem en Vecht.

- De behoefte aan een samenhangende recreatief-toeristische visie, die recht doet aan de verlangens van recreanten en andere belanghebbenden, zoals grondeigenaren.

- De rol van de landgoederen in het gebied als dragers van natuur- en cultuurbescherming enerzijds, en gastheer voor natuur- en cultuurgerichte recreatie anderzijds. Op dit moment zijn veel landgoederen omgeven door hekken en weinig ontsloten. Wandelaars en fietsers moeten veelal gebruikmaken van de toch al zeer drukke wegen.

- Ontsnippering is dringend gewenst, zowel voor mens als dier. Daarbij valt in eerste instantie te denken aan snelheidsverlagende maatregelen op doorgaande wegen en aan kleinschalige faunapassages.

- Een nieuwe functie voor Paleis Soestdijk. Het Utrechts Landschap meent dat deze moet aansluiten bij de historische vorm en functie ("nationaal icoon") van paleis en park. Een internationaal centrum voor tuin- en landschapsarchitectuur zou naar de mening van Het Utrechts Landschap recht doen aan de grandeur van paleis en park, en tevens mogelijkheden bieden om het Nederlandse volk ook in de toekomst te laten genieten van de traditie en schoonheid ervan.